# Cyanopepla alonzo
Cyanopepla alonzo là một loài bướm đêm thuộc phân họ Arctiinae, họ Erebidae.